# Ardian Cuculi
Ardian (Ardijan) Cuculi (mac. Ардијан Цуцули; ur. 19 lipca 1987 w Bitoli) – północnomacedoński i albański piłkarz, były członek macedońskich reprezentacji U-17 i U-19, w 2014 roku reprezentant Macedonii. Był także kapitanem klubu FK Kukësi.
We wrześniu 2014 roku otrzymał albańskie obywatelstwo.